# Nadejdziesz od strony mórz
Nadejdziesz od strony mórz – utwór z repertuaru zespołu Skaldowie, skomponowany przez Andrzeja Zielińskiego, z tekstem Leszka Aleksandra Moczulskiego, po raz pierwszy nagrany dla potrzeb Polskiego Radia, w połowie 1969 roku. Ponownie zespół zarejestrował piosenkę w styczniu 1970 roku, podczas sesji nagraniowych do czwartego albumu – "Od wschodu do zachodu słońca".
Utwór rozpoczyna spokojny motyw organów Hammonda powtórzony dwukrotnie przy akompaniamencie gitary (w wersji radiowej, fragment ten realizowany był przez dwie gitary), wprowadzający pierwszą zwrotkę, w tonacji cis-moll, podzieloną na dwie części – spokojną, liryczną, bez udziału sekcji rytmicznej, wzbogaconą o kantylenowy kontrapunkt organów, oraz drugą, utrzymaną w rytmice rockowej, w której przyłączają się gitara basowa i perkusja, a Andrzej Zieliński przy użyciu przyspieszonych wibracji głośnika obrotowego w swoim instrumencie klawiszowym, ubarwia tło o nieregularne akcenty, oparte na słabych częściach taktu. Refren natomiast osadzony jest w jednoimiennej tonacji Cis-dur, bazując na szerokim planie wokalnym: trzech głosów Skaldów (Andrzeja i Jacka Zielińskich oraz Konrada Ratyńskiego), a także zaproszonej do udziału w nagraniu grupy wokalnej Partita. Ten chór realizuje podniosłą, śpiewną melodię, popartą rozbudowanym opracowaniem harmonicznym, która, korespondując z antywojennym charakterem wiersza Moczulskiego, tworzy atmosferę swoistego rockowego hymnu. Druga zwrotka podejmuje założenia aranżacyjne poprzedniej; wzbogacona jest jednak o kilka wstawek chóru. Kolejny refren również utrzymuje podobną formę, jednak jego kulminacja jest trochę opóźniona, ze względu na rozbudowanie wątku harmonicznego o 3 takty. Pod koniec następuje krótkie przywołanie melodii zwrotki, poprzedzające codę, będącą współbrzmieniem szerokich akordów organów Hammonda i dublujących je głosów Partity.
Piosenka ze względu na istotne przesłanie tekstu była prezentowana na festiwalach – w Opolu, w 1969 roku, oraz w Kołobrzegu rok później.

## Muzycy, biorący udział w nagraniu
Nagranie z albumu "Od wschodu do zachodu słońca", styczeń 1970 r.
- Andrzej Zieliński – organy Hammonda, śpiew;
- Jacek Zieliński – śpiew;
- Konrad Ratyński – gitara basowa, śpiew;
- Jerzy Tarsiński – gitara;
- Jan Budziaszek – perkusja;
- Zespół wokalny Partita – chórki;

Nagranie radiowe – lato 1969 r.
- Andrzej Zieliński – organy Hammonda, śpiew;
- Jacek Zieliński – śpiew;
- Konrad Ratyński – gitara basowa, śpiew;
- Jerzy Tarsiński – gitara;
- Krzysztof Paliwoda – gitara;
- Jan Budziaszek – perkusja;
- Zespół wokalny Alibabki – chórki;